# Platizous
Els platizous (Platyzoa) són un grup d'animals protòstoms. Inclouen els platihelmints i un nou embrancament, Acanthognatha.
Estudis posteriors donen suport a considerar Platyzoa com un clade.
Els Platyhelminthes i Gastrotricha són acelomats. Els altres embrancaments són pseudocelomats.
Els platizous són molt pròxims als lofotrocozous, i a vegades resten inclosos en aquest grup.